# McIlwraith Range
Die McIlwraith Range ist ein Bergland auf der Cape York Peninsula, Far North Queensland, Australien. Das Gebiet ist ein Teil der Great Dividing Range, liegt etwa 15 km östlich von Coen und 550 km nördlich von Cairns. Es bedeckt etwa 3.000 km² und erstreckt sich 80 km in Nordsüd-Richtung. Die bergige Landschaft steht unter nationalen Naturschutz und ist ein Teil eines größeren Vogelschutzgebiets von Birdlife International.

## Name
Das Gebiet  ist nach Sir Thomas McIlwraith (1835–1900) benannt, einem Premierminister von Queensland, der in drei Wahlperioden gewählt wurde. Geschützt wird das bergige Land durch den unter nationalen Naturschutz stehenden KULLA-(McIlwraith-Range)-Nationalpark (CYPAL).

## Umwelt

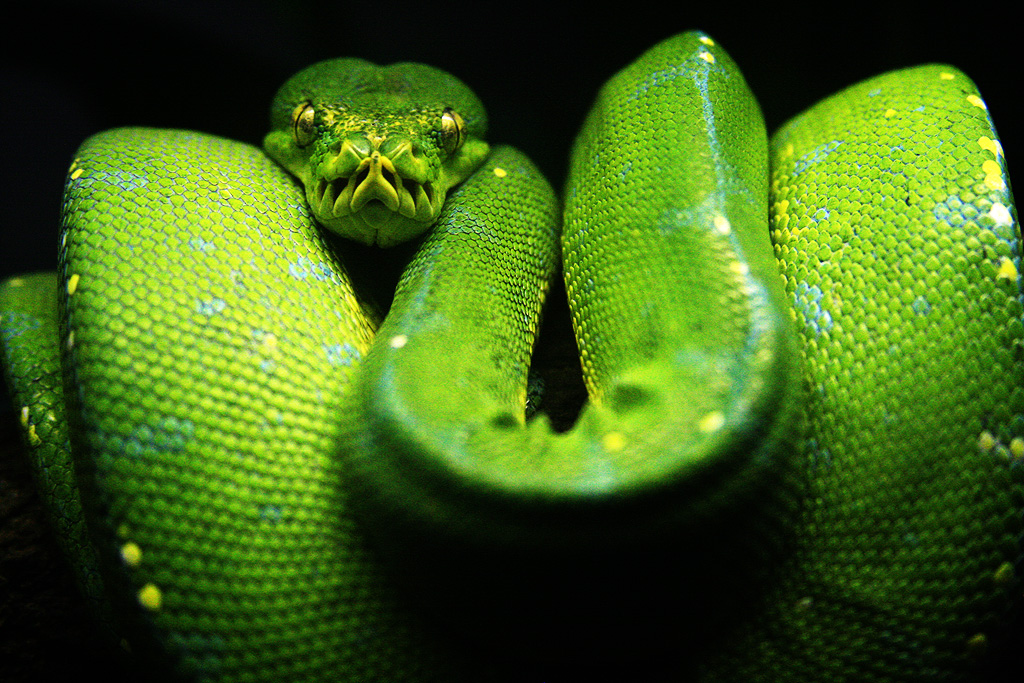
Grüner Baumpython

Die McIlwraight Range ist ein relativ niedrig gelegenes Plateau aus Granit; die Mehrzahl der Berge erhebt sich auf etwa 450 Meter über dem Meeresspiegel. Der höchste Berg ist 824 Meter hoch.
In der Landschaft mit schroffen Bergen, steilen Abhängen und Schluchten wachsen Regenwälder, und wegen starker Regenfälle von ungefähr 1500 mm je Jahr gibt es Wasserfälle, Bäche und Flüsse. 
Die Fauna mit 56 Arten ähnelt der von Neuguinea, darunter Kletterbeutler (Phalanger maculatus), Prachtparadiesvogel (Ptiloris magnificus), Manucodia (Manucodia keraudrenii), Palmkakadu (Probosciger aterrimus) und Kap-York-Tüpfelkuskus (Spilocuscus nudicaudatus). 28 Tierarten sind selten. Das Gebiet wird auch von der Grünen Baumpython (Morelia viridis) bewohnt, und endemisch ist der Gecko (Orraya occultus).
Das Bergland ist ein Teil der 6205 km² großen McIlwraith and Iron Ranges Important Bird Area (IBA) von BirdLife International.
92 Pflanzenarten wachsen in dem Gebiet, davon sind 16 endemisch, und selten ist die dort wachsende Orchideenart (Cepobaculum johannis) und die Akazienart (Acacia albizioides).

## Aborigines
Die Aborigines der Kaanju, Umpila, Lama Lama and Ayapathu leben dort seit Tausenden von Jahren. Ein Kulla Land Trust, der den Nationalpark im Bergland verwaltet, hält einen Native Title über ein Gebiet von 2090 km².